# Bowtyschka-Krater
Der Bowtyschka-Krater (ukrainisch Бовтиська западина; auch: Boltysh) ist ein komplexer Impaktkrater im Zentrum der Ukraine.

## Beschreibung

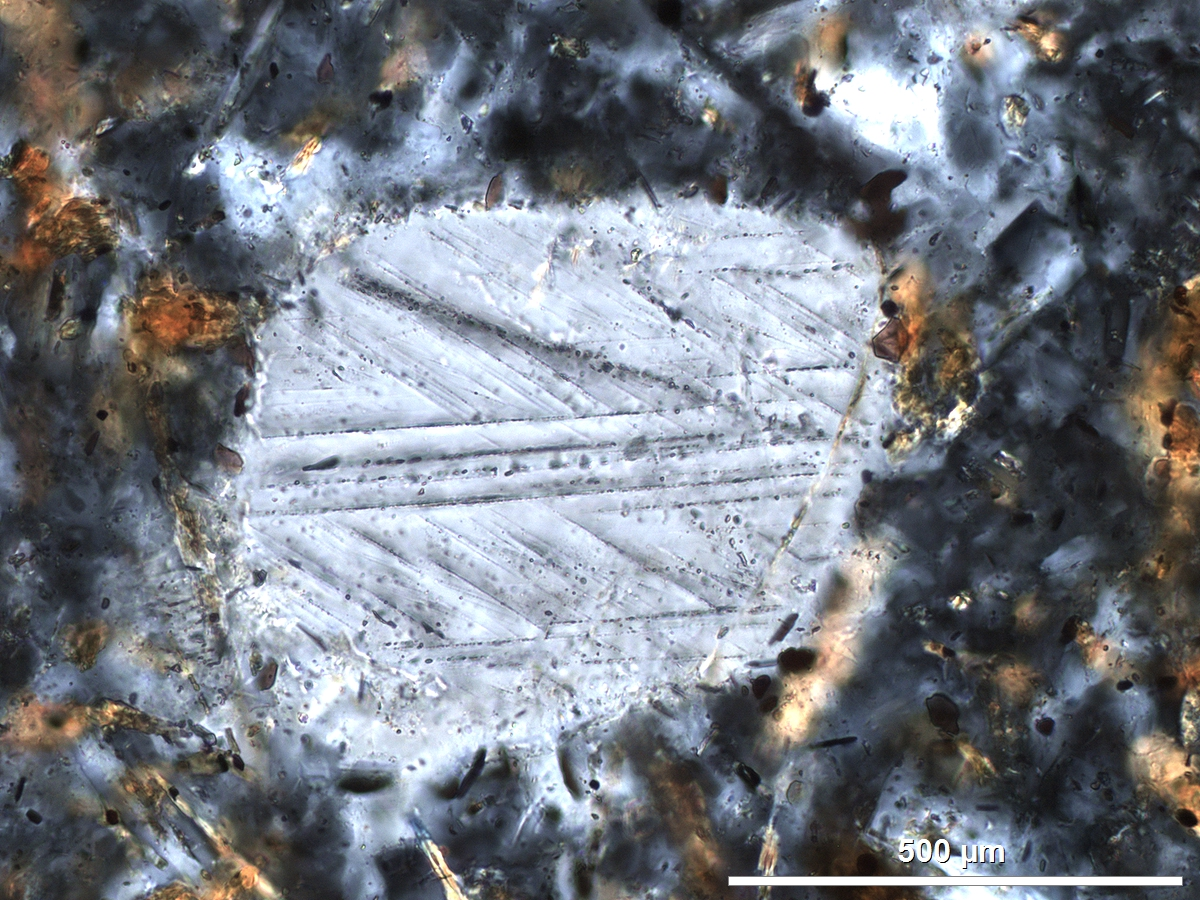
Geschocktes Quarzkorn mit planaren Elementen (PDFs) in einem Impaktschmelzgestein des Boltysh-Kraters. Mikroskopbild, gekreuzte Polarisatoren

Das Zentrum des Kraters liegt im Tal des Flusses Tjasmyn in der Oblast Kirowohrad im Rajon Oleksandriwka. Der nach dem nahen Dorf Bowtyschka benannte Krater ist auf rund 66 Millionen Jahre datiert. Mit einem Durchmesser von 24 Kilometern und einer Flächenausdehnung von ca. 350 km² ist er der größte bekannte Einschlagkrater in der Ukraine und etwa so groß wie der Impaktkrater des Nördlinger Ries in Deutschland, wenn auch nicht so gut erhalten wie dieser.
Er ist der am besten untersuchte Impaktkrater der Ukraine und hat wegen seines ähnlichen Alters mit dem Chicxulub-Krater in Mexiko an der Kreide-Paläogen-Grenze Bekanntheit erlangt. In den frühen Kratersee-Sedimenten des Bowtyschka-Kraters konnten Auswurfmassen des Chicxulub-Impakts nachgewiesen werden. Daher wird angenommen, dass der Bowtyschka-Krater einige Jahrtausende älter ist als der Chicxulub-Impakt. Im Innern des Kraters lagern Impaktgesteine (Impaktite), darunter verschiedene Brekzien und Impaktschmelzgesteine. Der Zentralberg mit etwa 6 km Durchmesser erhebt sich 550 m über den Kraterboden. Er ist von 500 m mächtigen jüngeren Sedimenten bedeckt und wurde im Rahmen einer Ölschiefer-Exploration in den 1960er Jahren entdeckt.